# کلوکوویچ-کولونگا
کلوکوویچ-کولونگا (به لهستانی:  Klukowicze-Kolonia) یک روستا در لهستان است که در گمینا نوژتس-ستاتسیا واقع شده‌است.